# Гідрологія
Гідроло́гія (грец. Yδρoλoγια, від дав.-гр. Yδωρ — вода + λoγoς — слово, вчення) (рос. гидрология, англ. hydrology, нім. Hydrologie) — наука, що вивчає природні води в межах гідросфери Землі, явища і процеси, які в них відбуваються.

## Об'єкт вивчення
Гідрологія належить до комплексу наук, які вивчають фізичні і географічні властивості Землі, зокрема її гідросфери.
Об'єктом вивчення гідрології є водні об'єкти — океани, моря, річки, озера, водосховища, болота і скупчення вологи у вигляді снігового покриву, льодовиків, ґрунтових і підземних вод.
Спочатку гідрологія розвивалася як галузь фізичної географії, гідротехніки, геології, навігації. Як система наукових знань гідрологія сформувалася на початку 20 століття. Значний внесок у її розвиток зробили Олександр Воєйков, Лев Берг, Юлій Шокальський, Михайло Веліканов, Геннадій Калінін, Дмитро Кочерін. Визначення гідрології як науки дав Віктор Глушков у 1915 році.
У зв'язку із специфічними особливостями об'єктів і методів їх вивчення гідрологія загальна поділяється на: гідрологію суходолу або власне гідрологію; гідрологію моря (океанологію); гідрологію підземних вод (гідрогеологію), яка входить до гідрології тими розділами, що вивчають режим підземних вод. Екологічна гідрологія вивчає гідрологічні процеси (параметри, характеристики, явища) в ролі екологічних факторів. Специфічним розділом гідрології є гідроаерологія — що вивчає водні процеси в атмосфері. Інколи до гідрології відносять гідрохімію, яка вивчає хімічний склад природних вод.

## Розділи гідрології суші
Гідрологія суші (суходолу) включає гідрологію річок (потамологію), озерознавство (лімнологію), болотознавство, гляціологію (вчення про льодовики). Залежно від мети і засобів вивчення водних об'єктів у гідрології виділяють наступні розділи: гідрометрія, гідрографія, інженерна гідрологія та гідрологічні прогнози.
1. Гідрометрія — сукупність методів вимірювання і спостереження, які виконуються з метою вивчення гідрологічного режиму водних об'єктів. Гідрометрія є вимірювальною частиною гідрології, яка теоретично базується на фізиці і гідравліці.
2. Гідрографія — вивчення та опис конкретних водних об'єктів (річки, озера, водосховища та ін.) з характеристикою їх положення, розміру, режиму, місцевих умов, закономірностей поширення та загальних зв'язків з іншими компонентами природи.
3. Інженерна гідрологія — сукупність тих напрямків гідрології суші, які пов'язані з розвязанням практичних інженерних водогосподарських завдань у гідротехніці, меліорації, водопостачанні тощо. Основною складовою частиною інженерної гідрології є гідрологічні розрахунки. Якщо поняття інженерної гідрології вживають у розумінні прикладної гідрології, до неї включають і гідрологічні прогнози. Інженерна гідрологія тісно пов'язана з вченням про річковий стік, гідрофізикою, гідрохімією та ін.
4. Гідрологічні прогнози[d] — наукове передбачення гідрологічного режиму річок, озер та ін. водних об'єктів. Вони базуються на пізнанні динамічних і статистичних закономірностей формування й розвитку гідрологічних процесів у басейнах водних об'єктів. Вирізняють локальні гідрологічні прогнози (для конкретного створу річки) і регіональне загальне прогнозування, яке здійснюється на базі географічного узагальнення локальних прогнозів. Складають коротко- (до 15 діб) і довгострокові гідрологічні прогнози. Найважливішим є прогнозування високих паводків і своєчасне попередження про них.

Фізичні та хімічні властивості води як природного тіла вивчають гідрофізика, гідрохімія, гідромеханіка, гідробіологія та ін. Гідрологія тісно пов'язана з іншими науками, які вивчають географічну оболонку — метеорологією, ґрунтознавством, геоморфологією, геологією та ін. Основні методи гідрологічних досліджень — експедиційний, стаціонарний і теоретичний. Ці дослідження базуються на гідрологічних спостереженнях, які виконуються на гідрологічних пунктах.

## З історії гідрологічних досліджень в Україні
Відомості про річки України вперше згадуються в історичних і географічних працях давньогрецьких і давньоримських авторів. У літописах 10–12 століття вміщено описи Дніпра та інших річок. Певні гідрологічні спостереження на річках України проводилися з середини 18 століття, зокрема на Дністрі з 1759 року. Регулярні спостереження за рівнем води на Дніпрі біля Києва розпочалися в 1804 році, на Десні — в 1839 році, на Прип'яті — в 1843-му. Виміри витрат води на Дніпрі здійснюються з 1878 року, на Десні — з 1895, на Ірпені — з 1909, на Тетереві — з 1912 р.

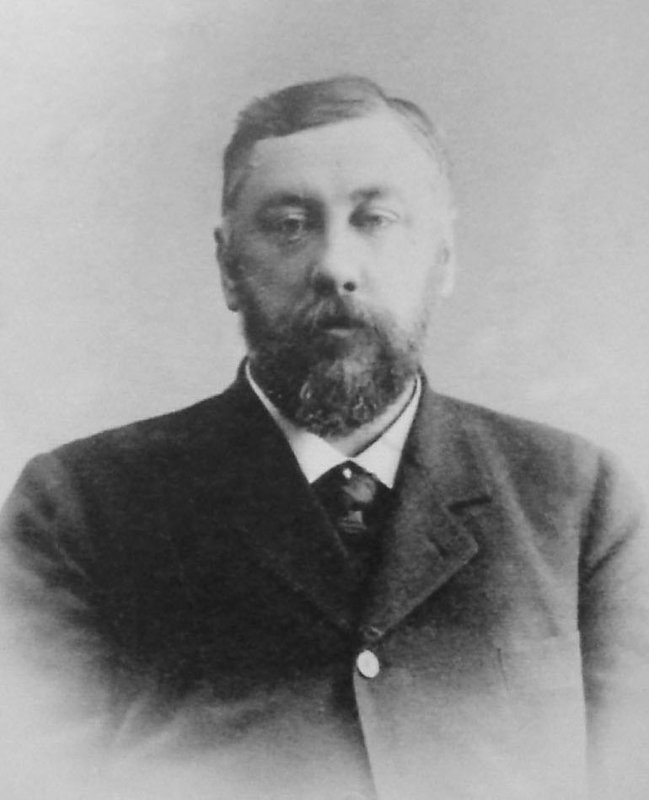
Максимович Микола Іванович — автор двотомного ілюстрованого видання «Дніпро і його басейн» (1901)

В Україні перші систематичні гідрологічні дослідження проводилися на Дніпрі на початку 19 століття, переважно для потреб водного транспорту. Планомірні гідрологічні дослідження виконували партії Навігаційно-описової комісії (1875–1898), «Західна експедиція з осушення боліт» під орудою полковника Генерального Штабу Йосипа Жилінського (для потреб осушення Полісся, 1873–1898), експедиція зі зрошування на Півдні Росії (1880–1898). Наприкінці 19 століття були здійснені перші узагальнення щодо гідрології Дніпра (М. І. Максимович, Є. В. Оппоков — основоположники гідрології в Україні), почато вивчення окремих річкових басейнів. У 1925–1930 роках Українською метеорологічною службою була створена стаціонарна гідрологічна мережа з вивчення режиму поверхневих вод, розпочато випуск «Гідрологічного щорічника».

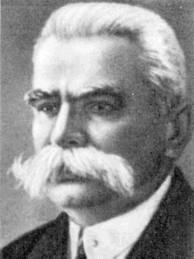
Оппоков Євгеній Володимирович — академік, фундатор гідрологічної науки в Україні, репресований у 1937 р.

Огієвський Анатолій Володимирович — учень Є. В. Оппокова, який успішно розвивав гідрологічну школу, переслідувався органами НКВС у 1941—1943 рр.

Значний поштовх дослідженням водних об'єктів, зокрема розвитку гідрологічних прогнозів, дали проєктні роботи і будівництво Дніпрогесу в тридцятих роках минулого століття, а також розробка і реалізація «Плану комплексного використання водних ресурсів Дніпра» (автори Є. В. Оппоков, А. В. Огієвський, В. О. Назаров та ін.). У повоєнний час необхідність вирішення проблеми водопостачання великих промислових центрів, гідротехнічне і меліоративне будівництво, розробка заходів щодо боротьби з паводками на річках зумовило розвиток інженерної гідрології — створення наукових основ водного балансу, вдосконалення методів розрахунку гідрологічних характеристик, розробку методів захисту берегів водосховищ. Видний науковий доробок в цій царині внесли А. В. Огієвський, С. М. Перехрест, В. І. Мокляк, Й. А. Железняк, Г. І. Швець, П. Ф. Вишневський, Л. Г. Онуфрієнко, А. М. Бефані, Б. А. Пишкін.
Подальше зростання антропогенного впливу на водні об'єкти України в другій половині 20-го і на початку 21 століття зумовило поглиблення вивчення максимального і середньорічного стоку (Н. Ф. Бефані, О. Ф. Литовченко, О. Г. Іваненко, Я. О. Мольчак, Є. Д. Гопченко, А. І. Шеришевський, А. В. Щербак, М. М. Сусідко, В. І. Вишневський, Н. С. Лобода, Б. В. Кіндюк, В. В. Гребінь), водного балансу гірських водозборів Карпат (М. І. Кирилюк), питання комплексного використання та охорони водних ресурсів (А. В. Яцик), руслових процесів на річках (О. Г. Ободовський, Ю. С. Ющенко); виявлення зв'язку гідрологічних процесів з екологічним станом водних об'єктів (В. М. Тімченко, В. М. Самойленко); постчорнобильської гідрологічної тематики на основі чисельних методів математичного моделювання (М. Й. Железняк, О. В. Войцехович); інтеграцію методів гідрологічних і гідрохімічних досліджень при комплексному вивченні річкових басейнів (В. К. Хільчевський, В. І. Осадчий).

## Сучасний стан гідрології
Сучасний етап розвитку гідрології спрямований на дослідження водних ресурсів і водного балансу Землі та окремих регіонів, в тому числі і з урахуванням можливих кліматичних змін, прогнозування майбутнього стану водних ресурсів та на розв'язання проблем водозабезпечення посушливих регіонів, управління басейнами транскордонних річок. Він характеризується автоматизацією гідрологічної мережі та регіональним узагальненням інформації про водний режим стосовно потреб різних галузей економіки.

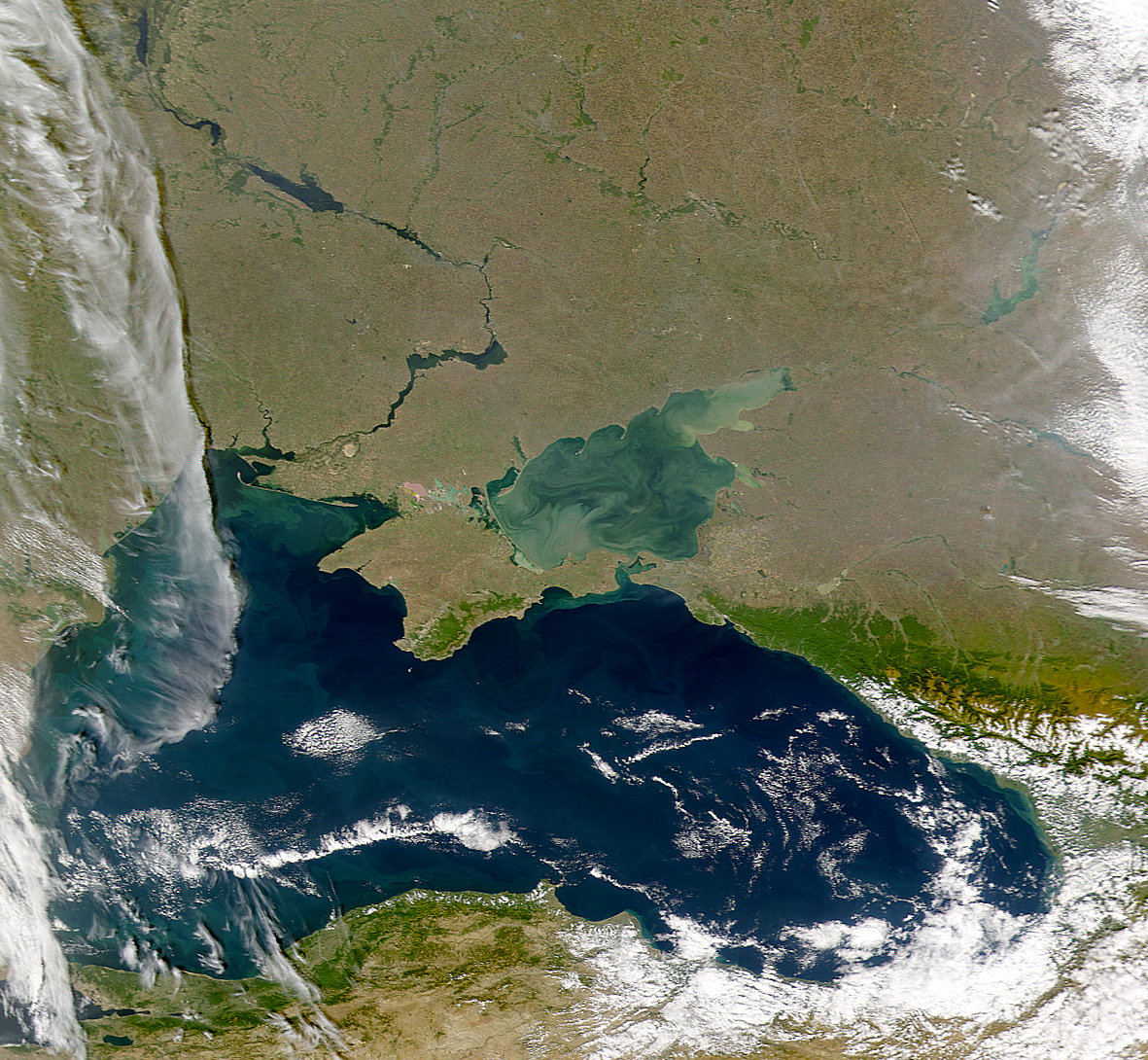
Сьогодні активно розвиваються методи гідрологічних досліджень з використанням аерокосмічної інформації

Розвиваються методи гідрологічних досліджень з використанням аерокосмічної інформації, що дає змогу враховувати просторову неоднорідність багатьох природних факторів, та методи математичного моделювання процесів гідрологічного циклу. Результати гідрологічних досліджень використовуються для задоволення потреб водокористувачів (водопостачання, гідроенергетика, меліорація, водний транспорт, рибне господарство та ін), при проєктуванні гідротехнічних споруд, мостобудуванні, при плануванні і здійсненні заходів з охорони вод. Важливий напрям розвитку гідрології в Україні — розробка наукових основ комплексного використання та охорони водних ресурсів транскордонних річок басейнів Дніпра, Тиси, Західного Бугу, Сіверського Дінця спільно з відповідними органами сусідніх держав.
В Україні дослідження з гідрології проводять в Українському науково-дослідному гідрометеорологічному інституті, Інституті гідробіології НАН України, Українському науково-дослідному інституті водогосподарсько-екологічних проблем, Інституті водних проблем і меліорації НААН України, інституті «Укрводпроект», а також на відповідних кафедрах вищих навчальних закладів — на кафедрі гідрології та гідроекології географічного факультету Київського національного університету імені Тараса Шевченка, кафедрі гідрології суші Одеського державного екологічного університету, кафедрі гідроекології, водопостачання і водовідведення географічного факультету Чернівецького національного університету імені Юрія Федьковича, кафедрі екології Національного університету водного господарства та природокористування. Підготовку фахівців з гідрології, крім названих університетів, ведуть на кафедрах гідрометеорології у Дніпровському національному університеті імені Олеся Гончара та Східноукраїнському національному університеті імені Володимира Даля. Українські гідрологи беруть участь у Міжнародній гідрологічній програмі ЮНЕСКО. Матеріали гідрологічних спостережень на мережі гідрологічних постів на річках України зводяться в «Гідрологічний щорічник», який випускає Центральна геофізична обсерваторія гідрометслужби України.

## Наукові видання, спецради, форуми

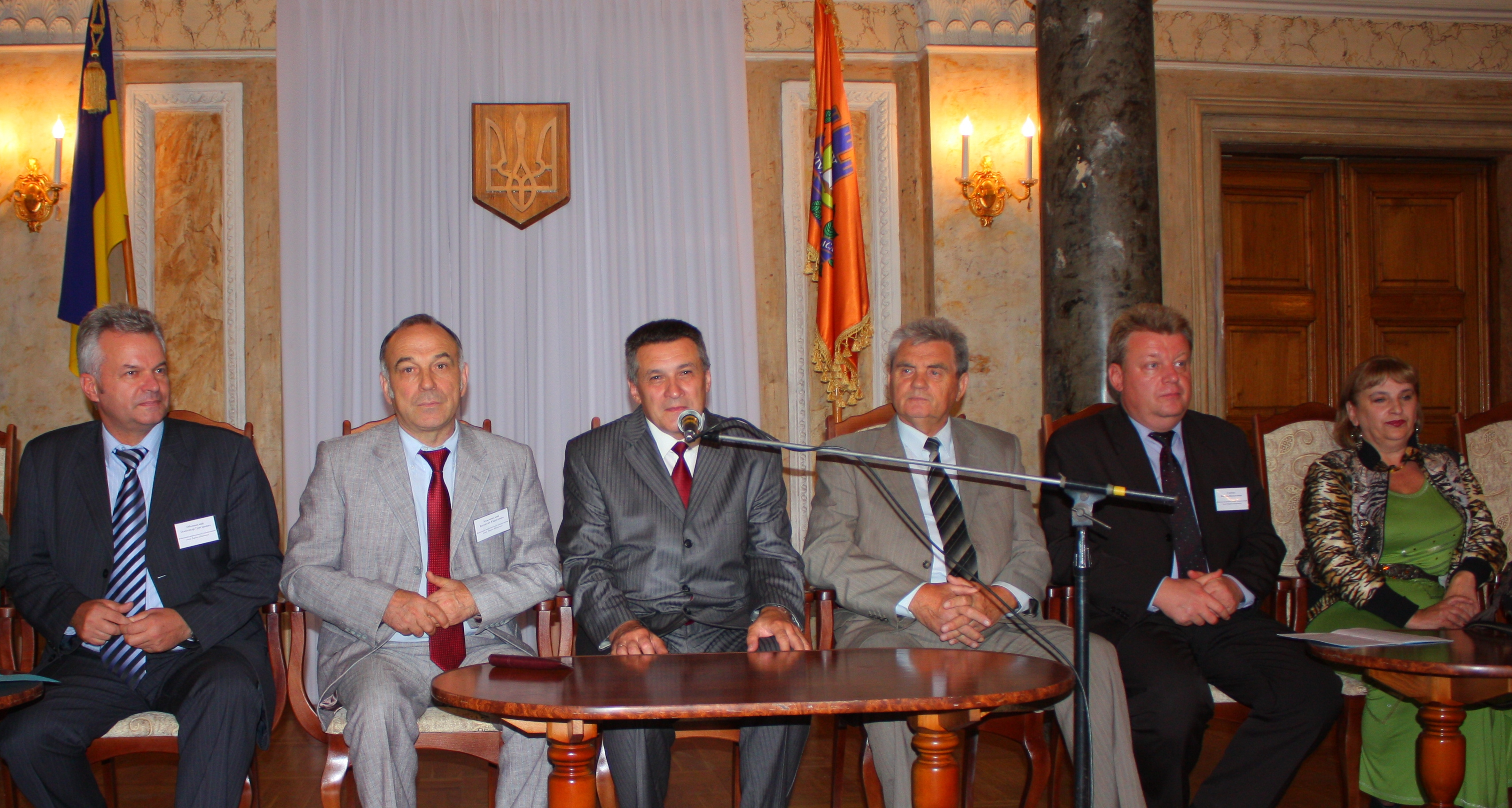
Відомі українські гідрологи в президії 5-ї Всеукраїнської наукової конференції «Проблеми гідрології, гідрохімії, гідроекології» (зліва направо, доктори геогр. наук,
проф.): О. Г. Ободовський, В. К. Хільчевський, Ю. С. Ющенко, В. М. Тімченко, В. В. Гребінь, Н. С. Лобода. (м. Чернівці, 2011 р.)

Результати наукових досліджень з гідрології публікуються у фахових періодичних виданнях: «Українському гідрометеорологічному журналі», наукових збірниках «Гідрологія, гідрохімія і гідроекологія», «Метеорологія, кліматологія і гідрологія», «Наукові праці Українського науково-дослідного гідрометеорологічного інституту».
З 1993 року в Одеському державному екологічному університеті та Київському національному університеті імені Тараса Шевченка функціонують спеціалізовані вчені ради із захисту докторських і кандидатських дисертацій (на географічні науки) за науковою спеціальністю 11.00.07 — гідрологія суші, водні ресурси, гідрохімія. Протягом 2011–2014 років захищалися кандидатські дисертації за цією спеціальністю у спеціалізованій вченій раді Чернівецького національного університету імені Юрія Федьковича.
У 2001 році кафедрою гідрології та гідроекології Київського національного університету імені Тараса Шевченка було започатковано проведення наукового форуму — Всеукраїнської наукової конференції з міжнародною участю «Проблеми гідрології, гідрохімії, гідроекології» (1-ша, 2-га, 3-тя — Київ, 2001, 2003, 2006 рр.; 4-та — Луганськ, 2009 р.; 5-та — Чернівці, 2011 р.; 6-та — Дніпропетровськ, 2014 р.; 7-а — Київ, 2018). Українські гідрологи разом із запрошеними іноземними спеціалістами на цих форумах обговорюють досягнення і проблеми у своїй галузі, визначають шляхи подальшого розвитку гідрологічних досліджень.

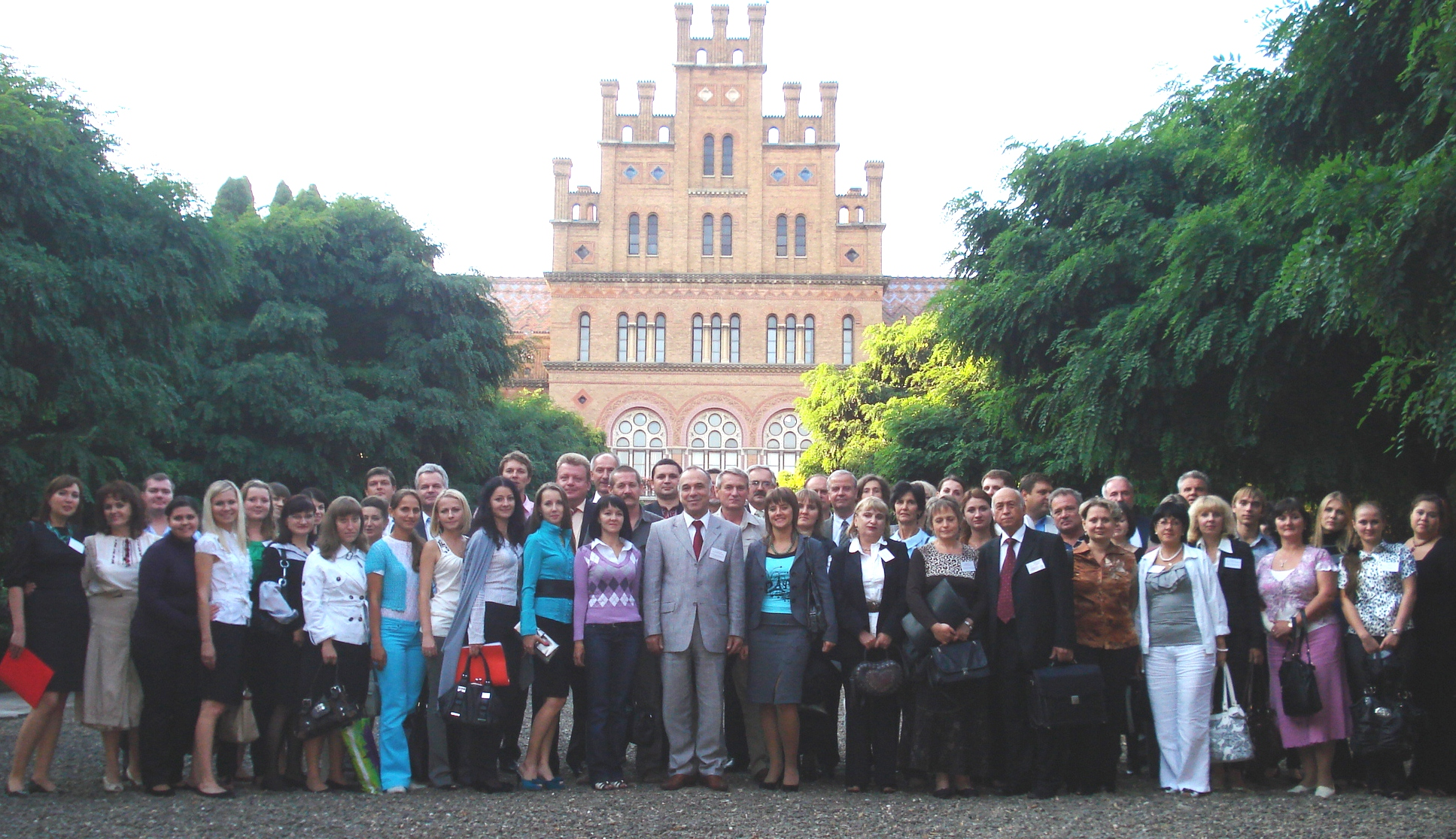
Учасники 5-ї Всеукраїнської наук. конференції «Проблеми гідрології, гідрохімії, гідроекології», Чернівці, 2011 р

Гідрологічні питання обговорюються на з'їздах Українського географічного товариства, у складі якого діє комісія з гідрології та гідроекології.